# Emanuela Pierantozzi
Emanuela Pierantozzi (n. 22 august 1968, Bologna, Italia) este o sportivă ce a reprezentat Italia, medaliată olimpică. A participat la 2 ediții ale Jocurilor Olimpice (1992, 2000) în care a câștigat o medalie de bronz.